# Abraham Lincoln: The Man
La Abraham Lincoln: The Man (denominata anche Standing Lincoln) è una statua in bronzo raffigurante il 16° presidente degli Stati Uniti d'America Abraham Lincoln dalle dimensioni superiori ai 3,7 metri.
L'opera originale si trova nel Lincoln Park (Chicago) e diverse repliche sono state nel tempo installate in altri luoghi in tutto il mondo; completata da Augustus Saint-Gaudens nel 1887 viene descritta per essere la scultura più importante di Lincoln dell'intero XIX secolo.
All'epoca della realizzazione il New York Post la definì "il più importante traguardo che la scultura americana abbia mai raggiunto". Il giovane Abraham Lincoln II - l'unico nipote diretto dell'ex uomo di Stato (figlio di Robert Todd Lincoln) - era presente, tra una folla di oltre 10.000 persone, alla presentazione.
L'artista in seguito creerà la parallela scultura Abraham Lincoln: The Head of State posizionata nel Grant Park (Chicago).

## Progettazione
La scultura raffigura un contemplativo Lincoln appena alzatosi da una sedia, ed apparentemente in procinto di tenere un discorso. Si trova su un piedistallo e, a Chicago, l'esedra venne ideata e progettata dall'architetto Stanford White. L'uomo d'affari della città di Chicago Eli Bates (1806 - 1881) riservò 40000 $ nel suo testamento per poter far realizzare al meglio il lavoro.
Saint-Gaudens venne selezionato appositamente per la commissione dopo che un concorso di progettazione non riuscì a produrre un vincitore che risultasse abbastanza convincente; l'artista, che riverirà per tutta la sua esistenza la figura ed il personaggio dello statista assassinato, ebbe la ventura di vedere di persona Lincoln al momento della sua 1° inaugurazione avvenuta il 4 marzo del 1861. In seguito vedrà anche il suo corpo senza vita giacente sul catafalco durante il funerale di Stato.
Nello studio preparatorio farà anche affidamento sulla relativa maschera mortuaria fabbricata da Leonard Wells Volk subito dopo la sua scompparsa. Mentre progettava e lavorava sulla Standing Lincoln Saint-Gaudens fu inizialmente attratto da quella che sarebbe in seguito divenuta la sua casa e il suo studio, oltre che una colonia di artisti a lui associati. Difatti per convincerlo ad intraprendere per la prima volta una vacanza nei pressi di Cornish (New Hampshire) un amico di famiglia gli disse che la zona vantava "molti uomini con le forme e somiglianze di Lincoln".